# Estadio El Sadar
Estadio Reyno de Navarra (ofte kendt under navnet Estadio El Sadar eller bare El Sadar) er et fodboldstadion i Pamplona i Spanien, der er hjemmebane for La Liga-klubben CA Osasuna. Stadionet blev indviet 2. september 1967 og har plads til 25.048 tilskuere.

## Eksterne links
1. ↑  Estadio El Sadar Arkiveret 11. juni 2020 hos  Wayback Machine på stadiumdb.com

- Stadionprofil Arkiveret 17. maj 2008 hos  Wayback Machine

42°47′48″N 1°38′13″V / 42.7967°N 1.6369°V